# Kamienica przy ulicy św. Antoniego 22 we Wrocławiu
Kamienica przy ulicy św. Antoniego 22 – zabytkowa kamienica przy ulicy św. Antoniego we Wrocławiu.

## Historia
Murowana kamienica na działce nr 22 została wzniesiona w XVI wieku; jest widoczna na planach Wrocławia z 1587 roku. Była to kamienica szczytowa, dwukondygnacyjna. Z tego okresu pochodzi zachowany kamienny portal datowany na rok ok. 1600. Kolejna gruntowna przebudowa miała miejsce w 1853 roku. Autorem projektu był C. Weigelt, a inwestorem właściciel budynku Carl Oels. Kamienica została podniesiona o dwie kondygnacje, wykonano nową klatkę schodową. Elewacja pięcioosiowej kamienicy zyskała neoklasycystyczne formy. W osi zachodniej znajdował się portal prowadzący do sieni przejazdowej. W części parterowej umieszczono lokal usługowy a na wyższych kondygnacjach mieszkania czynszowe. Inny bardziej znaczący remont miał miejsce w 1880 roku.     

## Po 1945
Działania wojenne w 1945 roku nie zniszczyły kamienicy. Wejściowy portal piaskowy, częściowo uszkodzony, został otynkowany. W 2014 roku kamienica została odrestaurowana. Przywrócono dawny wygląd portalu wejściowego oraz odtworzono brakujące elementy. W sieni odkryto kamienne zdobienia. Elewacja odzyskała pierwotną kolorystykę.      